# Whitfieldia rutilans
Whitfieldia rutilans är en akantusväxtart som beskrevs av Hermann Heino Heine. Whitfieldia rutilans ingår i släktet Whitfieldia och familjen akantusväxter. Inga underarter finns listade i Catalogue of Life.